# Кампо-деї-Фйорі

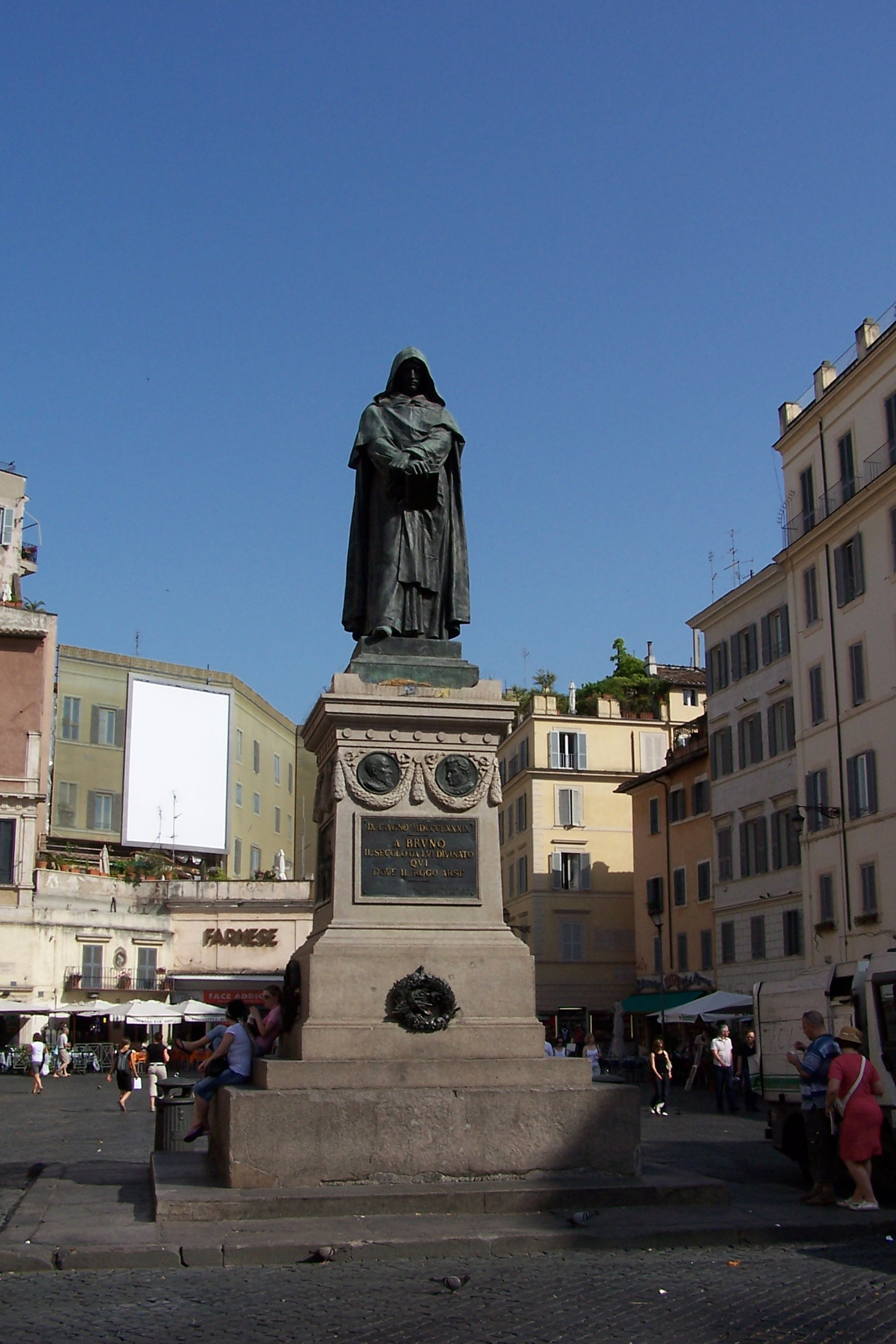
Пам'ятник Джордано Бруно на Кампо деї Фйорі

Кампо деї Фйорі (італ. Campo de 'Fiori; букв. «Поле квітів») — прямокутна площа в центрі Риму, у районі Паріоне, східніше Тибру. Площа розташована на півдорозі між П'яцца Навона і Палаццо Фарнезе. У середні віки ця земля була володінням сімейства Орсіні і до XV століття залишалася незабудованою. Хоча Браманте і збудував у цьому кварталі величне Палаццо делла Канчеллерія, забудова площі донині відрізняється безладністю: тут перемішані заїжджі двори та будинки ринкових торговців (на площі і нині торгують овочами та рибою). Про те, що на Кампо деї Фйорі довгий час влаштовували публічні страти, нагадує пам'ятник Джордано Бруно (1889 р.): філософа спалили саме на цій площі 17 лютого 1600 року.

## Галерея

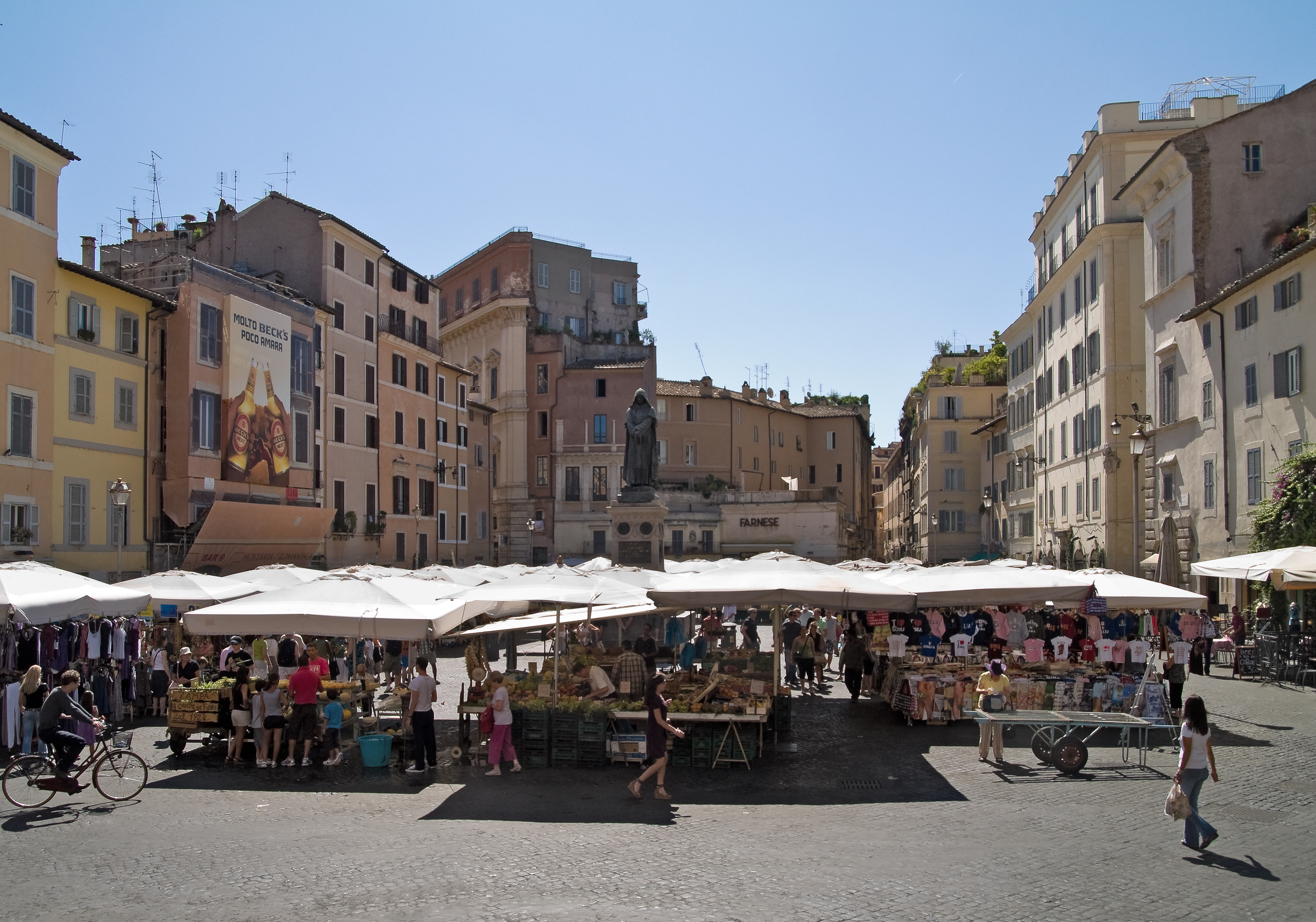
Кампо деї Фйорі: Ринок на площі
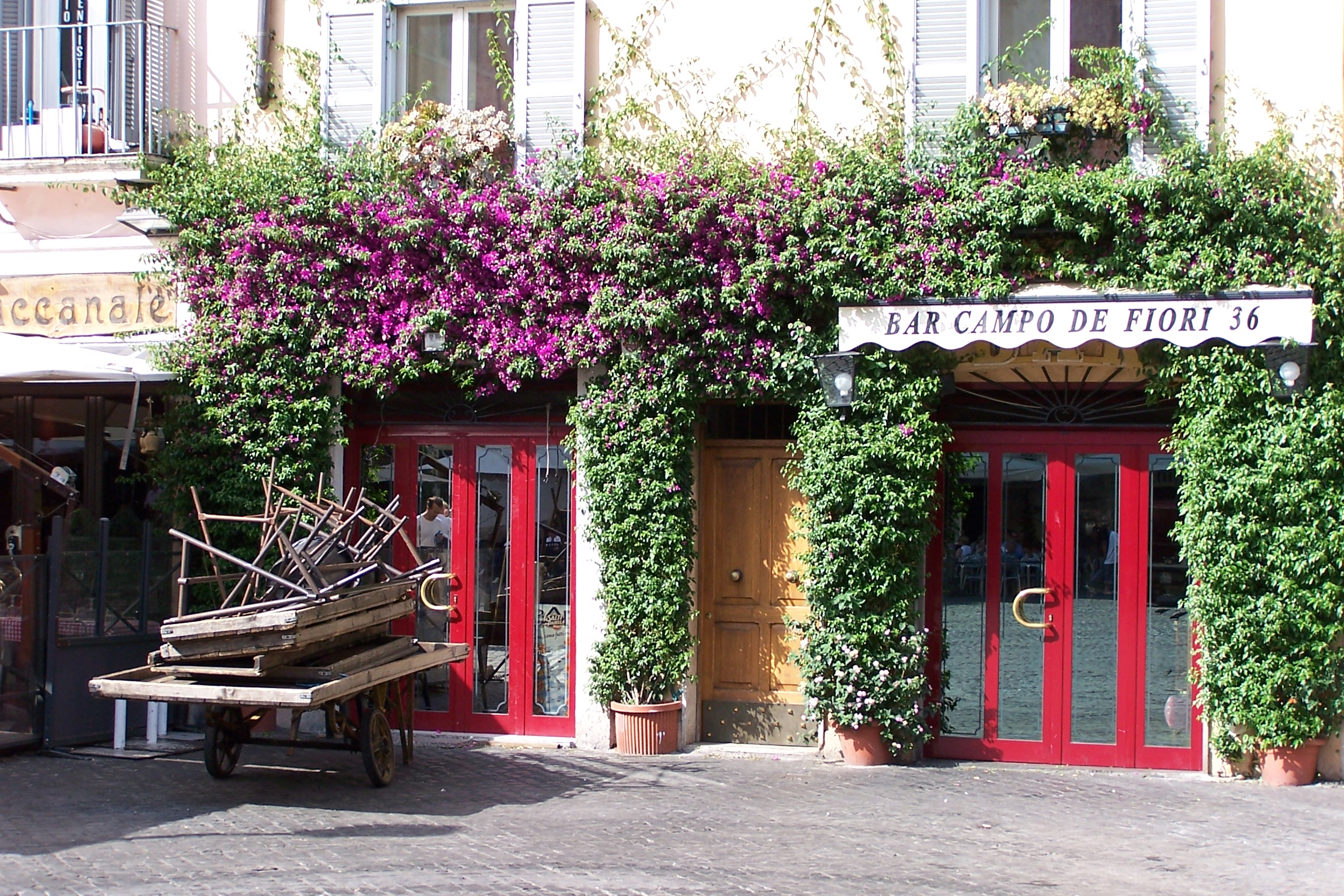
Кампо деї «Фйорі
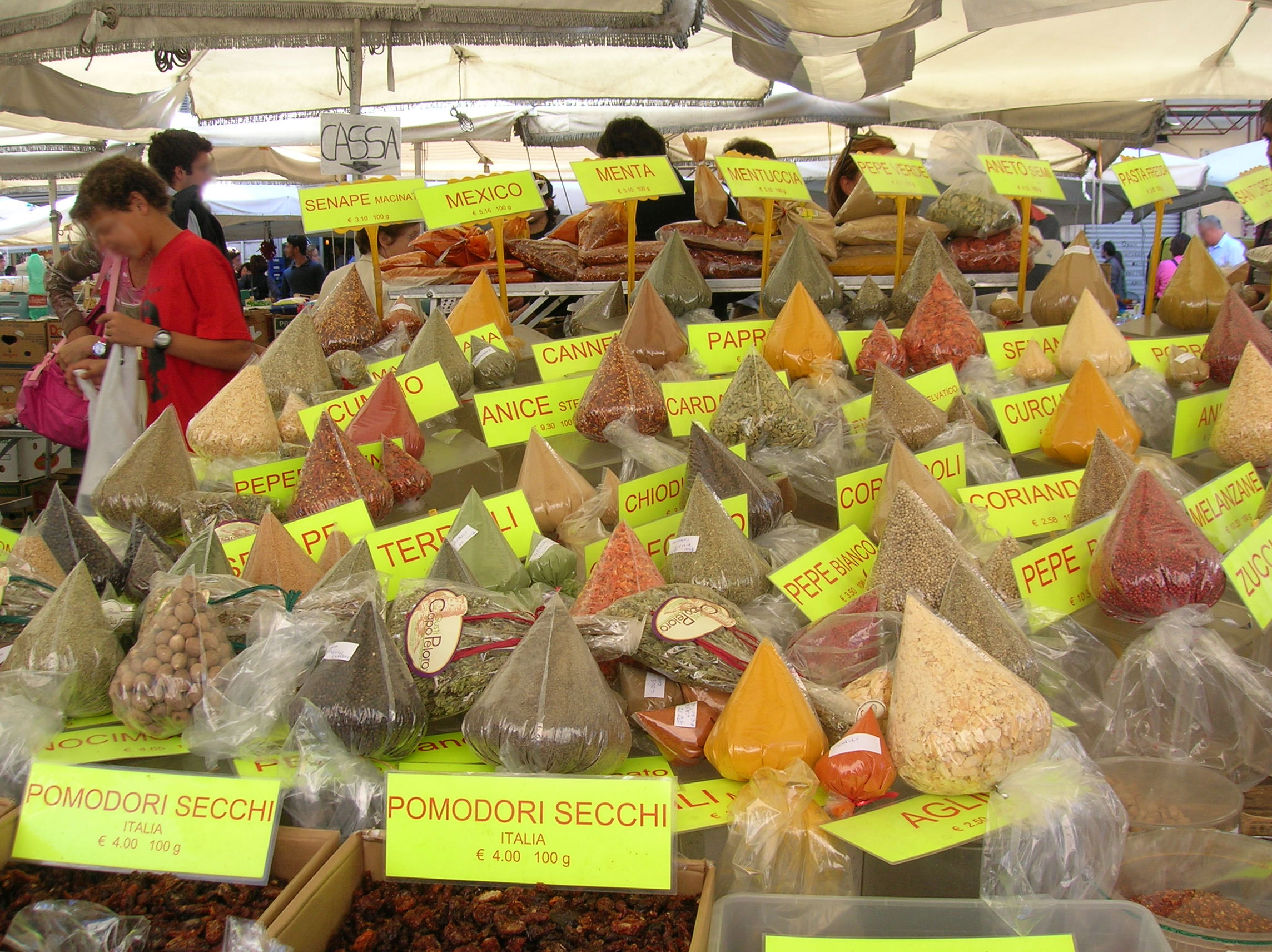
Ринок